# أقا إسماعيل
أقا إسماعيل هي قرية في مقاطعة سلماس، إيران. يقدر عدد سكانها بـ 252 نسمة بحسب إحصاء 2016.